# Florencia Quiñones
María Florencia Quiñones (Oncativo, Córdoba, 26 de agosto de 1986) é uma futebolista argentina que atua como meia.

## Carreira
Florencia Quiñones integrou o elenco da Seleção Argentina de Futebol Feminino, nas Olimpíadas de 2008. 